# Sokotosuchus
Sokotosuchus — це вимерлий рід дирозавридів крокодилоподібних, який існував під час маастрихту в західній Африці. Скам'янілості представників роду були знайдені в формації Дукамадже в Нігерії, а деякі черепні матеріали, можливо, були знайдені в Малі.